# Davitt Moroney
Davitt Moroney (23 dicembre 1950) è un clavicembalista, organista e musicologo britannico, tra i maggiori studiosi ed interpreti della musica antica inglese e francese per il clavicembalo.

## Biografia
Nato in una famiglia di origini italiane ed irlandesi, studia a Londra con Thurston Dart, laureandosi in musicologia presso il King's College. Approfondisce poi lo studio dell'organo con l'austriaca Susi Jeans,  e del clavicembalo con Kenneth Gilbert e Gustav Leonhardt. Nel 1980 consegue il dottorato di ricerca in musicologia presso l'Università di Berkeley in California, con una tesi sulla musica dei compositori inglesi Thomas Tallis e William Byrd.
Trasferitosi a Parigi nel 1981, intraprende l'attività di concertista, ottenendo vari riconoscimenti, tra cui il Gran Prix du Disque dell'Accademia Charles Cros e i Gramophone Awards del 1986 e 1991.
Per quindici anni si dedica allo studio approfondito e poi all'incisione dell'opera omnia di William Byrd; per la registrazione delle musiche vengono utilizzati due clavicembali, il clavicordo, l'organo positivo, l'organo di una chiesa e un muselar virginale. Questo lavoro è premiato nel 2000 con il terzo Gramophone Awards per la musica antica ed il German Preis der Deutschen Schallplatenkritik.
Nel corso degli anni pubblica anche registrazioni delle opere di altri grandi compositori, tra cui i tedeschi Johann Sebastian Bach e Johann Jakob Froberger, l'inglese Henry Purcell, i francesi François Couperin, Louis Marchand e Louis-Nicolas Clérambault.
Moroney è anche autore di numerosi articoli e libri di critica musicale sui compositori barocchi, e di una biografia di Bach.
Dal 2001 torna negli Stati Uniti all'Università di Berkeley, come docente di musica e organista.

## Discografia
- 1985 - Johann Sebastian Bach, Die Kunst Der Fuge BWV 1080 (Harmonia Mundi)
- 1986 - William Byrd, Pavans & Galliards (Harmonia Mundi)
- 1988 - Johann Sebastian Bach, Musikaliches Opfer (Harmonia Mundi)
- 1992 - Johann Sebastian Bach, Concertos for 3 & 4 Harpsichords, con Academy of Ancient Music (L'Oiseau-Lyre)
- 1992 - François Couperin, Les Idees Heureuses (Harmonia Mundi)
- 1992 - Johann Sebastian Bach, Italian Concerto BWV 971; Overture in the French Style BWV 831 (Virgin Records)
- 1995 - Johann Sebastian Bach, Le clavier bien tempéré (Harmonia Mundi)
- 1995 - Henry Purcell, The Purcell Manuscript (Virgin Classics)
- 1996 - Johann Jacob Froberger, Pieces pour le clavier (Radio France)
- 1999 - Johann Sebastian Bach, French Suites (Virgin Classics)
- 1999 - Heinrich Ignaz Franz Biber, The Mystery Sonatas, con John Holloway (Virgin Classics)
- 1999 - William Byrd, The Complete Keyboard Music (Hyperion)
- 1999 - Marc-Roger Normand Couperin, Livre De Tablature De Clavescin (Hyperion)
- 2001 - Henry Purcell, Harmonia Sacra & Complete Organ Music, con Jill Feldman (Arcana)
- 2007 - Louis Marchand e Louis-Nicolas Clérambault, Le Clavecin Français (Plectra music)
- 2007 - Louis Couperin, L'Oeuvre d'un Orgue (Radio France)
- 2008 - Music from the Borel Manuscript (Plectra Music, 2CD)
- 2012 - François Couperin, Pièces de Clavecin Premier Livre (1713) (Plectra Music, 3CD)
- 2013 - François Couperin, L'Art de Toucher le Clavecin (1716); Secon Livre de Pièces de Clavecin (1717) (Plectra Music, 3CD)

## Opere
Davitt Moroney, Bach: an extraordinary life, Associated Board of the Royal School of Music, 2000, ISBN 978-1-86096-190-8.